# بوغيات غبارية كاذبة
البوغيات الغبارية الكاذبة (الاسم العلمي:†Pseudosporochnales) هي رتبة منقرضة من النباتات تتبع النباتات الخشبية الفروع. عاشت هذه النباتات في العصر الديفوني منذ حوالي 350 إلى 400 مليون سنة مضت وهي تشبه الأشجار الكبيرة وقد كانت الأكياس البوغية تتدلى من الأغصان بشكل تراكيب ملونة تشبه الأزهار.